# NGC 257
NGC 257 é uma galáxia espiral (Sc) localizada na direcção da constelação de Pisces. Possui uma declinação de +08° 17' 48" e uma ascensão recta de 0 horas, 48 minutos e 01,6 segundos.
A galáxia NGC 257 foi descoberta em 29 de Dezembro de 1790 por William Herschel.